# Torneo Sudamericano de Clubes de Futsal 2009
Il Torneo Sudamericano de Clubes de Futsal 2009 è la 10ª edizione del torneo continentale riservato ai club di calcio a 5 vincitori nella precedente stagione del massimo campionato delle federazioni affiliate alla CONMEBOL. La competizione si è giocata dal 3 ottobre 2009 al 10 marzo 2010.

## Squadre partecipanti
Tutte le nazioni schierano una o due squadre, per un totale di 15 squadre.

### Lista
I club sono stati ordinati in ordine alfabetico della federazione.

| Rank   | Squadra        | Zona |
| ------ | -------------- | ---- |
| 1      | CRE            | Nord |
| 2/H    | Químico        | Nord |
| 3      | Real Antioquia | Nord |
| 4      | JAP            | Nord |
| 5      | Atlético UGMA  | Nord |
| 6      | River Plate    | Sud  |
| 7/H    | Pinocho        | Sud  |
| 8      | Caxias         | Sud  |
| 9/TH/H | Jaraguá        | Sud  |
| 10     | Cóndor         | Sud  |
| 11     | Real Santiago  | Sud  |
| 12     | Pablo Rojas    | Sud  |
| 13     | San Alfonso    | Sud  |
| 14     | Nacional       | Sud  |
| 15     | Old Christians | Sud  |

Note
- (TH) Squadra campione in carica
- (H) – Squadra ospitante

### Formula
Le 15 squadre si affrontano in due tornei separati. Le vincitrici accedono alla finale.

## Fase a gironi

### Zona Nord
| Squadra        | P.ti | G | V | N | P | GF | GS | DR  |
| -------------- | ---- | - | - | - | - | -- | -- | --- |
| Real Antioquia | 12   | 4 | 4 | 0 | 0 | 19 | 5  | +14 |
| CRE            | 9    | 4 | 3 | 0 | 0 | 15 | 10 | +5  |
| Químico        | 3    | 4 | 1 | 0 | 3 | 12 | 17 | -5  |
| JAP            | 3    | 4 | 1 | 0 | 3 | 10 | 15 | -5  |
| Atlético UGMA  | 3    | 4 | 1 | 0 | 3 | 12 | 21 | -9  |

### Zona Sud

#### Gruppo A
| Squadra        | P.ti | G | V | N | P | GF | GS | DR  |
| -------------- | ---- | - | - | - | - | -- | -- | --- |
| Jaraguá        | 12   | 4 | 4 | 0 | 0 | 43 | 2  | +41 |
| San Alfonso    | 9    | 4 | 3 | 0 | 1 | 24 | 15 | +9  |
| Pinocho        | 6    | 4 | 2 | 0 | 2 | 18 | 16 | +2  |
| Cóndor         | 3    | 4 | 1 | 0 | 3 | 12 | 47 | -35 |
| Old Christians | 0    | 4 | 0 | 0 | 4 | 4  | 21 | -16 |

#### Gruppo B
| Squadra       | P.ti | G | V | N | P | GF | GS | DR  |
| ------------- | ---- | - | - | - | - | -- | -- | --- |
| Caxias        | 12   | 4 | 4 | 0 | 0 | 52 | 6  | +46 |
| Pablo Rojas   | 7    | 4 | 2 | 1 | 1 | 18 | 15 | +3  |
| River Plate   | 5    | 4 | 1 | 2 | 2 | 18 | 17 | +1  |
| Nacional      | 4    | 4 | 1 | 1 | 3 | 21 | 15 | +6  |
| Real Santiago | 0    | 4 | 0 | 0 | 4 | 9  | 65 | -56 |

## Fase a eliminazione diretta

### Tabellone Zona Sud
|  | Semifinali  | Semifinali  | Semifinali |        |         | Finale          | Finale          | Finale          |  |
|  |             |             |            |        |         |                 |                 |                 |  |
|  | Jaraguá     | Jaraguá     | 4          |        |         |                 |                 |                 |  |
|  | Jaraguá     | Jaraguá     | 4          |        |         |                 |                 |                 |  |
|  | Pablo Rojas | Pablo Rojas | 0          |        |         |                 |                 |                 |  |
|  | Pablo Rojas | Pablo Rojas | 0          |        | Jaraguá | Jaraguá         | 3               |                 |  |
|  |             |             |            |        | Jaraguá | Jaraguá         | 3               |                 |  |
|  |             |             | Caxias     | Caxias | 2       |                 |                 |                 |  |
|  | Caxias      | Caxias      | Caxias     | Caxias | 2       | 9               |                 |                 |  |
|  | Caxias      | Caxias      |            |        |         | 9               |                 |                 |  |
|  | San Alfonso | San Alfonso | 2          |        |         | Finale 3º posto | Finale 3º posto | Finale 3º posto |  |
|  | San Alfonso | San Alfonso | 2          |        |         |                 |                 |                 |  |
|  |             |             |            |        |         |                 |                 |                 |  |
|  |             |             |            |        |         | Pablo Rojas     | Pablo Rojas     | 4               |  |
|  |             |             |            |        |         | Pablo Rojas     | Pablo Rojas     | 4               |  |
|  |             |             |            |        |         | San Alfonso     | San Alfonso     | 3               |  |

### Finale
| Squadra 1 | Totale | Squadra 2      | Andata | Ritorno |
| --------- | ------ | -------------- | ------ | ------- |
| Jaraguá   | -      | Real Antioquia | -      | -       |